# Хънтърс Пойнт (Сан Франциско)
Хънтърс Пойнт или Бейвю-Хънтърс Пойнт (на английски: Hunters Point, Bayview-Hunters Point) е квартал на град Сан Франциско в щата Калифорния, САЩ. Хънтърс Пойнт се намира в югоизточната част на Сан Франциско като част от квартала е прилежащ на Санфранциския залив. В Хънтърс Пойнт се намира стадионът Кендълстик Парк където играе професионалният отбор по американски футбол Сан Франциско Фортинайнърс. Хънтърс Пойнт се счита за гето заради високата престъпност, безработица (около 30%) и мръсотия. Голяма част от жителите на квартала са афроамериканци.